# Intermezzo d-Moll (Bruckner)
Das Intermezzo in d-Moll, WAB 113, wurde 1879 von Anton Bruckner komponiert, um das Scherzo des Streichquintetts zu ersetzen, das als zu schwierig in der Ausführung erachtet wurde.

## Geschichte
Bruckner vollendete die Komposition seines Streichquintetts 1879 für ein Quartett unter der Leitung von Joseph Hellmesberger. Hellmesberger empfand das „merkwürdige und magische Scherzo“ als für die Interpreten zu schwierig. Aus diesem Grund komponierte Bruckner ein „Intermezzo“ von acht Minuten, das er am 21. Dezember 1879 vollendete. Das Intermezzo, WAB 113, steht in derselben Tonart (d-Moll) wie das ursprüngliche Scherzo und verwendet dasselbe Trio, aber das Tempo ist langsamer und technisch einfacher.
Obwohl das Intermezzo als einfachere Alternative zum Scherzo konzipiert worden war, entschloss Hellmesberger sich 1885, das Quintett mit dem ursprünglichen Scherzo aufzuführen.
Das Manuskript des Intermezzos wurde 1900 – nach Bruckners Tod – in der Sammlung seines Schülers Joseph Schalk wiedergefunden. Das Intermezzo wurde am 23. Jänner 1904 vom Fitzner Quartett bei einem Konzert des Wiener Akademischen Wagner-Vereins uraufgeführt. Es gibt keine Erwähnung einer früheren Aufführung in der Öffentlichkeit.
Das Manuskript des Intermezzos ist in der Österreichischen Nationalbibliothek archiviert. Das Intermezzo, das erstmals 1913 in der Universal Edition in Wien ohne dem Trio erschien, wurde von Leopold Nowak 1963 herausgegeben als Anhang zum Streichquintett in Band XIII der Gesamtausgabe.

## Musik
Intermezzo, Moderato, 3/4
- Thema: Takte 1-42
- Entwicklung: Takte 43-90
- Erholung: Takte 91-142

Trio, Langsamer in Es-Dur
- Thema: Takte 1-8, mit Wiederholung
- Entwicklung: Takte 9-32
- Erholung: Takte 33-40

Intermezzo da capo al fine.
Das Intermezzo zeigt insgesamt eine stärkere Tendenz zum „Stimmungsbild“ mit harmonisch vielfältigen Schattierungen und weist in Melodik und Rhythmus immer wieder ländlerartige Züge auf. Einige Figuren sind dem Scherzo entnommen, es finden sich auch Parallelen zum Trio der Dritten Symphonie.

## Diskographie
Das Intermezzo wird gelegentlich als Ergänzung zu den Aufnahmen des Streichquintetts hinzugefügt.
Da in der Erstausgabe das Intermezzo ohne das Trio veröffentlicht wurde, sind einige Aufnahmen ohne Trio und Reprise.
Die erste Aufnahme fand 1956 statt :
- Wiener Konzerthaus Quartett, Ferdinand Stangler (zweite Viola). Bruckner: Quintett für Streicher in F-Dur; Intermezzo für Streichquintett. LP : Amadeo AVR 6030 – ohne Trio.

Eine Auswahl aus den anderen Aufnahmen:

### Ohne Trio
- L’Archibudelli, Anton Bruckner: String Quintet. Intermezzo. Rondo. String Quartet. CD : Sony Classical Vivarte SK 66 251, 1994 – auf historischen Instrumenten.
- Fine Arts Quartet, Gil Sharon (zweite Viola). Bruckner: String Quintet in F Major / String Quartet in C Minor. CD : Naxos 8.570788, 2007.

### Mit Trio und Reprise
- Wiener Philharmonia Quintett. Streichquintett in F-Dur, Intermezzo in d-Moll für Streichquintett. LP: Decca STS 15400, 1974.
- Sonare Quartett, Vladimir Mendelssohn (zweite Viola). Streichquintett in F-Dur / Intermezzo in d-Moll. CD: Claves CD 50-9006, 1990
- Melos Quartett, Enrique Santiago (zweite Viola). Bruckner – Streichquintett F-Dur. CD: Harmonia Mundi HMC 901421, 1992
- Raphaël Quartett, Prunella Pacey (zweite Viola). Bruckner: String Quintet; Rondo; Intermezzo. CD: Globe 5078, 1992
- Wiener Streichquintett, Bruckner: String Quintet in F, Intermezzo in d.. CD: Camerata 30CM-399, 1994
- Leipziger Streichquartett, Hartmut Rohde (zweite Viola). Bruckner: Streichquintett F-Dur / Streichquartett c-Moll. CD: MDG 307 1362-2, 2005.
- Fitzwilliam Quartet, James Boyd (zweite Viola). Anton Bruckner: String Quintet / String Quartet. CD : Linn LC 11615, 2011 – auf historischen Instrumenten
- Bartholdy Quintett, Bruckner – Zemlinsky String Quintets – CD : CAvi Musique 8553348, 2013